# Lonchaea palpata
Lonchaea palpata är en tvåvingeart som beskrevs av Leander Czerny 1934. Lonchaea palpata ingår i släktet Lonchaea och familjen stjärtflugor. Inga underarter finns listade i Catalogue of Life.